# غونزالو هيريرو
غونزالو هيريرو (بالإسبانية: Gonzalo Herrero)‏ هو لاعب كرة قدم إسباني، ولد في 5 أكتوبر 1989 في سانتاندير في إسبانيا. لعب مع راسينغ سانتاندير.

## وصلات خارجية
- غونزالو هيريرو على موقع قاعدة بيانات كرة القدم.إي يو (الإنجليزية)
- غونزالو هيريرو على موقع Soccerway.com (الإنجليزية)
- غونزالو هيريرو على موقع AS.com (الإسبانية)